# 党均
党均，是《三国演义》中的虚构人物，曹魏荆州襄陽郡人。
党均是鄧艾的参謀。姜維率蜀漢軍猛攻鄧艾所率魏軍，鄧艾密令党均到蜀汉成都，向当時专权的宦官黄皓以金钱贿赂收买，散布流言说姜维将叛，使刘禅从战场召回姜维。劉禅暗愚，对黄皓说姜維謀反的虚言十分驚愕，忙命姜維撤退。姜維只好撤軍，魏軍不利形势解除。计谋成功的党均，鄧艾在司馬昭面前大加赞赏。